# 帕特里克·贝里隆德
帕特里克·贝里隆德（瑞典語：Patrik Berglund，1988年6月2日—），瑞典男子冰球运动员。他曾代表瑞典参加2014年冬季奥林匹克运动会冰球比赛，获得一枚银牌。他也在世界男子冰球锦标赛上获得一枚银牌和一枚铜牌。